# Hasanpur
Hasanpur fou una estat tributari protegit, una taluka de l'Oudh concedida en zamindari, governada per la nissaga musulmana dels Bachgoti-Rajwar. El primer talukdar fou Hasan Khan que li va donar el seu propi nom. Husain Ali Khan va morir el 1860 i el va succeir el seu germà Khairat Khan (1860-1869) al que va seguir Muhammad Ali Khan que va pujar al tron el 1869 amb 12 anys.